# Eduardo Gonzalo
Eduardo Gonzalo Ramírez (født 25. august 1983) er en spansk tidligere professionel cykelrytter.